# Сайкинский путепровод
Са́йкинский путепрово́д — автомобильно-пешеходный путепровод в Москве, соединяющий улицы Велозаводскую и Сайкина. Проходит над железнодорожными путями Малого кольца Московской железной дороги. Пролётные строения выполнены из сборного предварительно напряжённого железобетона (пролёты по 34 м) и из обычного железобетона (по 11 м).
Название получил по улице Сайкина.

## История
Путепровод был сооружён взамен старого в 1969 году (инженер З. В. Фрейдина и архитектор К. П. Савельев). Реконструирован в 2000—2001 годах при строительстве Третьего транспортного кольца.